# Жељко Петровић (генерал)
Жељко Петровић (Зрењанин, 15. новембар 1967)  је припадник војске Србије и тренутни директор Инспектората Министарства одбране. Има чин генерал-мајора.

## Образовање
- Високе студије безбедности и одбране, 2013.
- Генералштабно усавршавање, 2007.
- Генералштабна школа, 1999.
- Војна академија копнене војске, смер пешадија, 1990.
- Општа средња војна школа, 1986.

## Досадашње дужности
- Начелник Управе за обуку и доктрину (Ј-7), Генералштаб Војске Србије
- Командант Прве бригаде копнене војске
- Заменик команданта Прве бригаде копнене војске
- Заступник заменика команданта Здружене оперативне команде, Генералштаб Војске Србије
- Помоћник за операције, Здружене оперативне команде, Генералштаб Војске Србије
- Заменик команданта Четврте бригаде копнене војске
- Командант 506. пешадијске бригаде, Новосадски корпус
- Начелник штаба 506. пешадијске бригаде, Новосадски корпус
- Начелник штаба 14. пешадијске бригаде, Новосадски корпус
- Начелник Одсека за оперативно-наставне послове, 14. пешадијска бригада, Новосадски корпус
- Командант 12. граничног батаљона
- Заменик команданта 12. граничног батаљона
- Командир наставне чете, Војна академија копнене војске

## Напредовање
- потпоручник, 1990. године
- поручник, 1991. године
- капетан, 1994. године
- капетан прве класе, 1997. године
- мајор 2000. године
- потпуковник 2003. године
- пуковник 2008. године
- бригадни генерал 2015. године
- генерал-мајор 2022. године